# ملعب المشرح
ملعب المشرح هو ملعب متعدد الأغراض في محافظة ميسان، العراق. يستخدم في الغالب لمباريات كرة القدم، وهو الملعب الرئيسي لنادي المشراح، الملعب يتسع لـ 2000 متفرج، وتملكه وتديره وزارة الشباب والرياضة.

## الموقع
يقع الملعب في بلدة المشرح التابعة لمديرية قضاء الكحلة، على بعد حوالي 25 كيلومتر (16 ميل) جنوب مدينة العمارة.